# كيرك فارمر (لاعب كرة قدم أمريكية)
كيرك فارمر (بالإنجليزية: Kirk Farmer)‏ هو لاعب كرة قدم أمريكية أمريكي، ولد في 27 أغسطس 1979 في جفرسون سيتي في الولايات المتحدة.

## وصلات خارجية
- كيرك فارمر على موقع JustSportsStats.com (الإنجليزية)
- كيرك فارمر على موقع كلية كرة القدم في سبورتس رفرنس.كوم (الإنجليزية)